# Ginnastica ai Giochi della XXX Olimpiade - Cavallo
La competizione del cavallo (ginnastica artistica) dei giochi olimpici di Londra 2012 si è svolto il 5 agosto 2012 presso la The O2 Arena.

## Programma
| Data                   | Ora   | Turno  |
| ---------------------- | ----- | ------ |
| Domenica 5 agosto 2012 | 14:00 | Finale |

## Qualifiche
| Posizione | Ginnasta           | Nazione                | Punt. D | Punt. E | Pen. | Total  | Qualif. |
| --------- | ------------------ | ---------------------- | ------- | ------- | ---- | ------ | ------- |
| 1         | Louis Smith        | Regno Unito (bandiera) | 6.900   | 8.900   |      | 15.800 | SI      |
| 2         | Cyril Tommasone    | Francia (bandiera)     | 6.500   | 8.833   |      | 15.333 | SI      |
| 3         | Vid Hidvégi        | Ungheria (bandiera)    | 6.300   | 8.800   |      | 15.100 | SI      |
| 4         | Alberto Busnari    | Italia (bandiera)      | 6.600   | 8.458   |      | 15.058 | SI      |
| 5         | Krisztián Berki    | Ungheria (bandiera)    | 6.400   | 8.633   |      | 15.033 | SI      |
| 6         | Vitalij Nakonečnij | Ucraina (bandiera)     | 6.300   | 8.633   |      | 14.933 | SI      |
| 7         | David Beljavskij   | Russia (bandiera)      | 6.300   | 8.600   |      | 14.900 | SI      |
| 8         | Max Whitlock       | Regno Unito (bandiera) | 6.400   | 8.500   |      | 14.900 | SI      |
| 9         | Mykola Kuksenkov   | Ucraina (bandiera)     | 6.500   | 8.400   |      | 14.900 | NO      |
| 10        | Danell Leyva       | Stati Uniti (bandiera) | 6.100   | 8.766   |      | 14.866 | NO      |
| 11        | Sebastian Krimmer  | Germania (bandiera)    | 6.200   | 8.633   |      | 14.833 | NO      |

## Finale
La finale si è disputata il 5 agosto 2012.
| Posizione | Ginnasta           | Nazione       | Punt. D | Punt. E | Pen. | Totale |
| --------- | ------------------ | ------------- | ------- | ------- | ---- | ------ |
| 1         | Krisztián Berki    | Ungheria      | 6.900   | 9.166   | 0.00 | 16.066 |
| 2         | Louis Smith        | Gran Bretagna | 7.000   | 9.066   | 0.00 | 16.066 |
| 3         | Max Whitlock       | Gran Bretagna | 6.600   | 9.000   | 0.00 | 15.600 |
| 4         | Alberto Busnari    | Italia        | 6.600   | 8.800   | 0.00 | 15.400 |
| 5         | Cyril Tommasone    | Francia       | 6.500   | 8.641   | 0.00 | 15.141 |
| 6         | Vitalij Nakonečnij | Ucraina       | 6.300   | 8.466   | 0.00 | 14.766 |
| 7         | David Beljavskij   | Russia        | 6.300   | 8.433   | 0.00 | 14.733 |
| 8         | Vid Hidvégi        | Ungheria      | 6.300   | 8.000   | 0.00 | 14.300 |